# De Dietsche gedachte
De Dietsche gedachte was een tijdschrift dat tussen 1926 en 1941 maandelijks verscheen in Nederland.
De Dietsche Gedachte was het orgaan van De Dietsche Bond. Het tijdschrift diende het idee van een politiek en cultureel Groot-Nederland naamsbekendheid te geven onder jongeren. De bond zelf werd opgericht in 1917 op verzoek van het Nationaal Vlaamsch Comiteit tot Verdediging van de Vlaamsche zaak in België, om in Nederland steun te vinden voor de Vlaamse zaak en om een tegengewicht te vormen tegen de Duitse invloed. Het blad en de bond bleven in de jaren 1930 neutraal en sloten zich niet aan bij het Nationaalsocialisme. In 1941 werd de bond, zoals alle Dietse verenigingen, verboden door de Duitse bezetter en werd De Dietsche Gedachte opgeheven.